# Чарльз, Хьюберт
Хьюберт Джон Чарльз (англ. Hubert J. Charles; род. 23 октября 1948, Портсмут, Доминика) — доминикский дипломат, педагог, государственный деятель.

## Биография
В 1969 году окончил государственную гимназию Доминики. Продолжил учёбу в Университете Вест-Индии на Барбадосе, где в 1972 году получил степень бакалавра истории и экономики, затем учительствовал. В 1972—1974 годах преподавал историю и коммерческое дело в школах Доминики. Учился в Университете Джонса Хопкинса в США. Получил степень магистра атлантической истории и культуры
После завершения образования с июля по октябрь 1977 года работал помощником секретаря в Министерстве образования, спорта и культуры Доминики. Затем, в 1977—1981 годах — директор гимназии Доминики.
С января 1981 по декабрь 1985 года — постоянный секретарь Министерства образования, спорта и культуры.
С 1986 по 1995 год работал советником по специальным программам Организации восточно-карибских государств.
С 1991 по 2006 год также занимал различные должности в ЮНЕСКО в странах Карибского бассейна и Африки.
В январе 1991 года стал представителем ЮНЕСКО на Барбадосе и в странах Восточного Карибского бассейна в Бриджтауне (Барбадос). С ноябре 1995 до апреля 1998 года работал советником ЮНЕСКО по вопросам образования в Претории (Южная Африка). С июня 1998 до декабря 2000 года — представитель ЮНЕСКО и глава офиса в Мапуту (Мозамбик). С января 2001 до октября 2006 года — представитель ЮНЕСКО и директором Офиса Экономического сообщества западноафриканских государств в Абудже, (Нигерия).
В конце 2006 года вернулся в Доминику и был назначен на должность президента Государственного колледжа Доминики (2007—2010).
В июне 2010 года стал послом Доминики в США и Постоянным представителем при Организации американских государств.